# Майк Мізанін
Майкл Грегорі Мізанін (нар. 8 жовтня 1980) — американський професійний рестлер та актор. В даний час виступає в WWE, на бренді SmackDown під іменем The Miz.
Мізанін вперше здобув популярність, як учасник реаліті телебачення. Він був членом акторської складу на MTV «The Real World: Назад в Нью-Йорк» в 2001 році і згодом з'явилися в його паралельній серії «Жадібні екстремали» з 2002 по 2005 році, де він дійшов до фіналу в The Gauntlet і The Inferno в той час як вигравши Битву пір року та Інферно II. Крім того, він дійшов до фіналу у «Battle of the Network Reality Stars» і виграв 3-х серійний епізод «Театру зірок» «Фактор страху» у 2006 році. Після того, як став учасником четвертого сезону «Вдосталь» а згодом розпочавши свою кар'єру WWE, Мізанін з'явився в Diva Search, Total Divas і Tough Enough. Він та його дружина Маріс також знялися у власному реаліті-шоу під назвою «Miz & Mrs», прем'єра якого відбулася у 2018 році. Він також знявся у кількох фільмах, створених студіями WWE, зображуючи Джейка Картера в «Морський піхотинець 3: Домашня сторона» , «Морський піхотинець 4 Рухома мета» та «Морський піхотинець 5: Поле битви», а також в головній ролі у «Різдвяний щедрот» та «Маленький помічник Санти».
Після тренувань у боротьбі в долині Огайо, у 2006 році він отримав контракт у головний ростер. У рамках WWE Міз виграв вісімнадцять загальних чемпіонатів: чемпіон WWE один раз, інтерконтинентальний чемпіон вісім разів, чемпіон США двічі, і Командний чемпіон (двічі World Tag Team, чотири рази Tag Team (тепер Raw) та один раз SmackDown), що робить його 25-м чемпіоном тройної Корони та 14-м чемпіоном Великого шолому в історії компанії. Міз також виграв «Money in the Bank 2010» (для Raw), і зайняв перше місце в щорічному 500-му списку Pro Wrestling Illustrated (PWI) за 2011 рік. Він є одним з 10 найбільш плідних виконавців з Pay-per-Viev в історії WWE. Міз очолив кілька Pay-per-Viev WWE, включаючи провідну подію WWE WrestleMania в 2011 році.

## Раннє життя
Майкл Грегорі Мізанін народився 8 жовтня 1980 р.  у Пармі, штат Огайо. Його батьки розлучені; він має вітчима та двох сестер. Він відвідував Нормандську середню школу і був капітаном її баскетбольних та кросових команд. Він також брав участь у плаванні, був членом студентського уряду та редагував щорічник. Потім він відвідував університет Маямі, де вивчав бізнес у школі бізнесу Річарда Т. Фармера.

## Телевізійна кар'єра
Мізанін відмовився від коледжу, де здобував науковий ступінь у галузі бізнесу, аби з'явитися в 10-му сезоні реаліті програми MTV «Справжній світ» у 2001 році. Він продовжував з'являтися кілька сезонів спін-офф серії Справжній світ Жадібні екстримали, разом з учасниками з дорожніх правил 2 і реального світу, в тому числі битви на сезони, The Gauntlet, The Inferno, Битва Статей 2 та inferno 2. За винятком битви статей 2, Мізанін домігся кінця всіх викликів, на яких він змагався і виграв як Битву пори року, так і «Інферно 2».
Після семирічної відсутності в програмі «Реальний світ / Жадібні екстримали», Мізанін повернувся в реаліті-шоу 4 квітня 2012 року як ведучий фінального заходу The Battle of the Exes та спецз'єднання. Це відзначилося вперше, коли Міз з'явився в серіалі з моменту, коли став суперзіркою WWE.
Саме під час епізоду «Справжнього світу» Мізанін вперше показав альтер-его, відоме як «Міз». На відміну від зазвичай плакантної поведінки Мізаніна, Міз був розлючений, бойовий і жорсткий. Пізніше Мізанін зрозумів, що The Miz зробить чудовий професійний прилад з боротьби.
У 2004 році він з'явився на Браво реаліті-шоу Битва мережевих реаліті зірок, де його команда посіла друге місце. Мізанін також був учасником в епізоді «Фактора страху» «Зірки реальності». Його партнером була його колишня подруга та каста, Трішель Каннателла, і двоє виграли змагання. У квітні 2007 року він з'явився в ігровому шоу Identity, де він з'явився як незнайомець, і учасник конкурсу Джон Кім правильно визначив свою особистість як професійного борця, як це не дивно, як він додав «Miz» до більшості слів. 5 жовтня 2011 року Міз знялася в епізоді H8R.

### Нереалістичні виступи на телебаченні
У 2008 році Мізанін з'явився в реаліті-серіалі Sci Fi Ghost Hunters Live як запрошений слідчий. У 2009 році Мізанін з'явився у двох серіях «Ти розумніший за п'ятикласника?», які вийшли в ефір 29 вересня. Він з'явився в епізоді Destroy Build Destroy 3 березня 2010. Він також з'явився як запрошена зірка в березні 2012 епізоді Psych. 31 березня Міз з'явився на першому в світі чемпіонаті з боротьби зі слизом на Nickelodeon Kids 'Choice Awards, програвши «Big Show» і тому його кинули у діжку слизу. У 2012 році Міз з'явився в шоу Дісней XD Пара королів у ролі запрошеної зірки. У 2013 році Міз разом з Раїсою Франсією знялися у фільмі разом під назвою Christmas Bounty.

## Професійна кар'єра боротьби

### Ultimate Pro Wrestling (2003—2004)
Для досягнення мети стати професійним борцем, Мізанін приєднався до Ultimate Pro Wrestling (UPW), де проходив стажування. Він дебютував на ринзі у 2003 році як The Miz. Під час свого перебування в UPW, Міз змагався в турнірі UPW's Mat War, пробившись до фіналу, перш ніж програти Тоні Страдліну.

### WWE

#### Tough Enough (2004)
У жовтні 2004 року Майк Мізанін вступив у четвертий сезон Tough Enough — телевізійного конкурсу, який присуджував переможцю контракт на World Wrestling Entertainment (WWE) та 1 000 000 доларів США. Мізанін переміг шість інших борців і дійшов до фінального раунду. На Армагеддоні 2004 Мізанін зіткнувся з іншим учасником, що залишився, Даніелем Пудером, у три турі «Боротьба з діксі» (бокс). Жоден не досяг нокауту, і змагання були присуджені Пудеру на основі реакції натовпу. 16 грудня в епізоді SmackDown, Пудер був оголошений переможцем «Tough Enough» головним тренером Аль Сноу. Незважаючи на те, що він коротко опинився на Tough Enough, Мізанін викликав зацікавленість у WWE, і йому врешті запропонували контракт.

#### Території розвитку (2005—2006рр.)

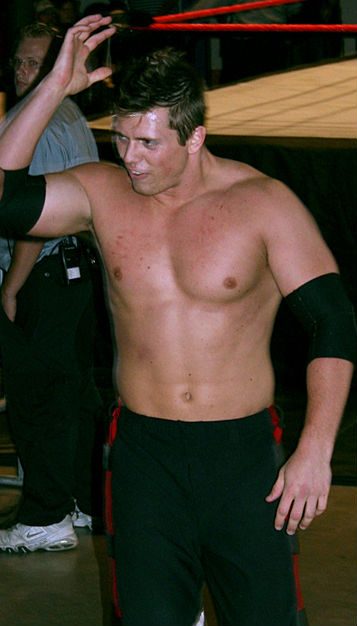
Міз дебютував в WWE як учасникTough Enough (2004)

Мізанін був відправлений в Deep South Wrestling (DSW), щоб тренуватися під керівництвом Білла Демотта, переїхавши в МакДоно, штат Джорджія. У липні 2005 року він виграв два темні поєдинки за WWE, об'єднавшись з колишнім чемпіоном Меттом Каппотеллі, щоб зіткнутися з «Хайлендерс» (Роббі та Рорі Макаллістер). 1 грудня Мізанін переміг Майка Нокса у фіналі турніру для визначення вступного чемпіона. Він продовжував своє партнерство з Меттом Каппотеллі протягом другої половини 2005 року в темних матчах WWE, поки у Каппотеллі, не було діагностовано пухлину мозку після травми на стрічці в грудні 2005 року.
3 січня 2006 року повідомлялося, що Мізанін був переведений до ОВВ. 18 січня 2006 року телевізійне шоу OVW, Мізанін дебютував як Miz із телевізійним сегментом Miz TV, де його демонстрували у розмові за лаштунками. 28 січня в телевізійному шоу OVW «Міз» виграв свій перший сингл-матч проти Рене Дупре, але програв відрахунком.
На телевізійному шоу OVW 8 лютого Міз та Кріс Кейдж виграли командний чемпіонат OVW, перемігши Чета Джета та Сета Скайфір. 19 березня Дайс Шейд перемів Міза в одиночному змаганні, щоб виграти чемпіонат для своєї команди Недоторкані (Деус Шейд і Кліф Комптон).

#### Початки в основному ростері (2006—2007)
З 7 березня відео на вебсайті WWE та віньєтки на SmackDown оголосили про дебют Міза на SmackDown. Коли Мізанін фактично спробував зробити свій дебют на епізоді SmackDown 21 квітня, він був знятий з сюжетної лінії.
«Міз» дебютувала як ведучий на SmackDown 2 червня, ослабивши натовп у вершині шоу. Інші обов'язки включали інтерв'ю за лаштунками та проведення конкурсу бікіні. Починаючи з липня, Міз разом з Ешлі Массаро приймав щорічний конкурс пошуку Дів.
Після закінчення змагань з пошуку Дів, Міз повернувся виключно до SmackDown як лиходій, дебютувавши в ефірі з перемогою над Татанка 1 вересня в епізоді SmackDown. Протягом наступних трьох місяців Міз залишався непереможеним, перемігши таких борців, як Метт Харді, Фунакі та Скотті 2 Хотті. Одночасно він розпочав суперечку з переможницею пошуку Дів Лейлою Ел, яка не раз надавала успіхи, що призводили до того, що Міз допомагав Кристалі перемогти її в різних змаганнях. Однак Міз і Крісталь незабаром виявили, що їх переслідує Бугімен. Це розпочало ворожнечу, під час якої Бугімен закінчив переможну серію Міза на Армагеддоні.
Міз взяв участь у Королівській битві 2007 року під № 29, але його негайно викинув Великий Калі, через сім секунд. Після короткої відсутності на телебаченні Міз повернувся на SmackDown, щоб провести сегмент інтерв'ю під назвою Miz TV. Після невдалого сегменту Міз повернувся до змагань на рингу з більш інтенсивним стилем і знову почав перемагати.
17 червня Міз був переведений з SmackDown до ECW в рамках додаткового проекту 2007 року. Він був відсутній у перші кілька тижнів ECW, хоча він був предметом закулісних згадок між матчами і мав кілька коротких відео-сегментів Miz TV Crashes ECW. Дебютував 10 липня в епізоді ECW у матчі проти Нунціо, якого він переміг.
Незабаром після цього Міз знайшов нових менеджерів у Келлі Келлі, Лейла Ел та Брук Адамс. Потім він розпочав ворожість з Боллом Махоні після того, як Келлі Келлі почала закохуватися в Махоні на екрані. 2 жовтня в епізоді ECW було виявлено, що Міз володів контрактами Келлі Келлі, Лейли та Брук Адамс, і він використав цей привід, щоб перешкодити Келлі виходити за Махоні. У Кібер-неділю він змагався проти СМ Панка за чемпіонство ECW, але програв матч.

#### Команда з Джоном Моррісоном (2007—2009)

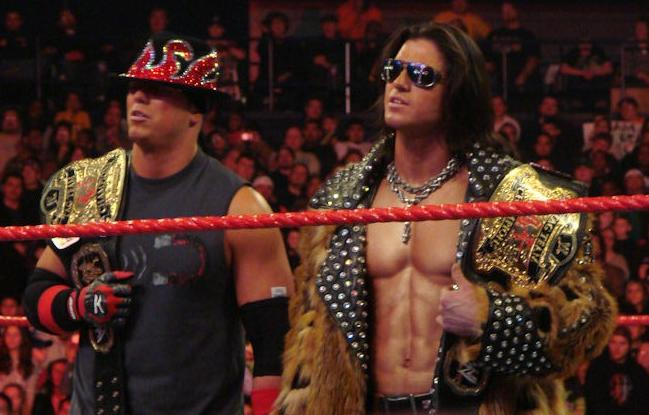
З 2007 по 2009 рік Міз проводила більшу частину часу в WWE чи чемпіоном світу з командних змагань, спільно з Джоном Моррісоном

На епізоді SmackDown 16 листопада, Міз став командним чемпіоном WWE (старого зразка) з Джоном Моррісоном, коли вони перемогли Метта Харді та Монтеля Вонтавіса Портера, давши Мізу його перше чемпіонство у компанії. На «Survivor Series 2007» Міз та Моррісон змагались у матчі потрійної загрози за чемпіонство ECW, проти чемпіона CM Панка.
У лютому 2008 року Міз та Моррісон отримали потоковий сегмент на вебсайті WWE під назвою «Брудний лист», в якому вони знущалися над іншими борцями та гранями поп-культури, демонструючи свої промо-навички. Моррісон та Міз писали кожен епізод «Брудного листа» щотижня. Міз змагався в королівській битві на пре-шоу Реслманії XXIV, але програв. Команда Міза та Моррісона мала багато успішних оборонних титулів протягом наступних кількох місяців, перш ніж програти Керту Хокінсу та Заку Райдеру на Great American Bash у фатальному чотиристоронньому поєдинку. Ні Міз, ні Моррісон не були покладені, але Хокінс утримав Джессі, щоб виграти титули. Міз та Моррісон невдовзі пішли на сварку з Cryme Tyme (Шад Гаспард та Джей Ті Джи) як битву на їх вебшоу, Word Up та The Dirt Sheet. Вони були проголосовані в поєдинку на Кібер-неділі та зазнали поразки. Команда також воювала з DX (Тріпл Ейч і Шон Майклз), використовуючи фрази, такі як «Вам 50?» замість звичної фрази DX «Ви готові?» знущалися над віком завдяки формуванню DX в 1997 році, коли і Міз, і Моррісон були в середній школі. На святкуванні 800-го епізоду Raw, Міз і Моррісон змагалися в матчі проти DX, і зазнали поразки. Під час матчу вони глузували з підпису DX, Моррісон виконував суперкік (глузуючи з музики Майклза). 13 грудня Міз та Моррісон перемогли Кофі Кінгстона та CM Панка, щоб виграти Чемпіонат світу з командних змагань під час вистави WWE в Хамільтоні, Онтаріо, Канада.
У лютому 2009 року команда вступила у ворожнечу з «Колунами» (Карліто та Прімо). У темному поєдинку на Реслманії XXV вони програли Чемпіонат світу з командних змагань «Колунам» у матчі з лісоматеріалів, щоб об'єднати титул World Tag Team та WWE Tag Team. 13 квітня в епізоді Raw, Міз програв матч Кофі Кінгстону через ненавмисне втручання Моррісона, що дало Raw підбір проекту WWE 2009 року. Потім було виявлено, що цей вибір є Міз, і він помстився згодом атакуючи Моррісона, припинивши їхнє партнерство і тим самим перетворивши Джона Моррісона у фаворита фанатів.

#### Чемпіон США (2009—2010)

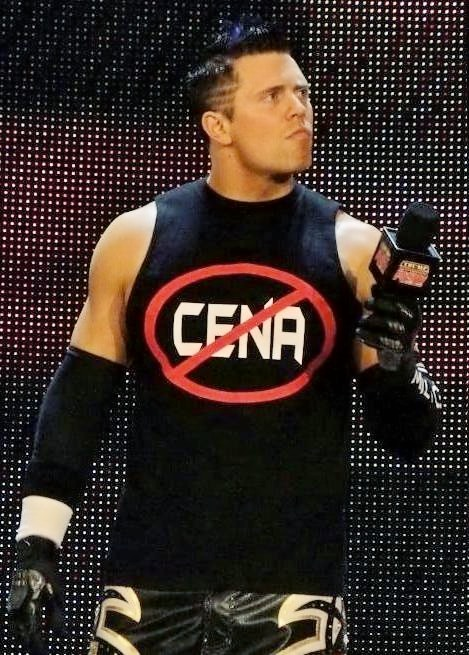
Після розколи команди з Моррісоном, перша одиночна сутичка Міза була проти Джона Сіни

Міз кинув виклик Джону Сіні на матч 27 квітня в епізоді «RAW», але оскільки Сіна вийшов через травму, Міз заявив про неофіційну перемогу за фактом і продовжував це робити протягом наступних тижнів, поки Сіна не повернувся і не переміг його в одиночному матчі на The Bash у червні. 3 серпня в епізоді Raw, Міз програв матч Сіні, що означало, що за сюжетною лінією його заборонили від Staples Center, торгової марки та SummerSlam. Наступного тижня, 10 серпня, Міз змагався під маскою як Малюк Калгарі і виграв Контракт на матч проти Юджина, заробивши контракт на сюжетній лінії, і виявив себе, знявши маску згодом. Потім він дебютував своїм новим фінішером, Skull Crushing Finale, і використав його на Юджині. Після зняття маски, щоб виявити себе, він аиголосив промо і дебютував своєю фразою: «Тому що я — Міз… і я приголомшливий».
Потім Міз налаштував свій приціл на чемпіонат США. Він безуспішно боровся за першість на Ночі Чемпіонів, WWE Breaking Point і Hell in a Cell з оплатою за видом, перш ніж він виграв чемпіонство 5 жовтня на епізоді Raw, перемігши Кофі Кінгстона — його перший чемпіонський одичний титул у WWE. Під час наступної події з оплатою за перегляд, вихваляння правами, Міз була включена у міжмобільний матч проти інтерконтинентального чемпіона, колишнього партнера Джона Моррісона. Під час події 25 жовтня Міз переміг Моррісона. Наступного місяця на «Survivor Series» Міз забив команду з п'яти борців проти команди Моррісона в матчі «П'ять на п'ять» на «Survivor Series» і в черговий раз переміг свого колишнього партнера, який вижив разом із Шеймусом і Дрю Макінтайром.
У січні 2010 року Міз почала суперництво з MVP, яке почалося з критично сприйнятого словесного обміну між ними. Двоє зустрілися в нерекламованому матчі чемпіонату США на заході Royal Rumble, при цьому Міз зберів свій титул, але в матчі «Royal Rumble» сам MVP усунув і себе, і Міза. В елімінаційній палаті Міз знову успішно захистив своє чемпіонство США проти MVP після втручання з боку Біг Шоу, припинивши їхню ворожнечу.

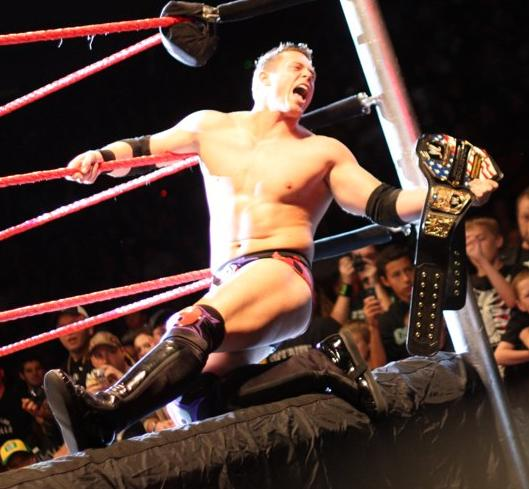
Міз з титулом чемпіона США, яким він володів двічі

10 травня в серії «RAW» Кідд переміг Міза, а Мізу було дозволено обрати свого опонента, обрав Брета Харта. У наступному епізоді «RAW» 17 травня Харт переміг Міза, щоб виграти чемпіонство Сполучених Штатів, незважаючи на те, що Кріс Джеріко, Вільям Рігал і Володимир Козлов намагалися втрутитися від імені Міза. 14 червня в епізоді Raw, Міз переміг Ар-Труса, Джона Морісона та Зака Райдера у фатальному чотиристоронньому поєдинку, щоб виграти чемпіонство США вдруге і зберегти його проти Ар-Труса.
У січні 2010 року Міз створив команду з Біг Шоу — пізніше отримали назву «ShoMiz» — і 8 лютого в епізоді Raw перемогли DX та The Straight Edge Society, щоб стати об'єднаними чемпіонами командних змагань WWE, зробивши Miz першим борецем в історії WWE, який одночасно провів три чемпіонати (США, World Tag Team та WWE Tag Team Champion). На Реслманії XXVI 28 березня ShoMiz переміг Джона Моррісона та Ар-Труса, щоб знову зберегти титул. На Extreme Rules 25 квітня ShoMiz програв Династії Харт, який за умовою матчу надав їм можливість титульного матчу, який вони отримали наступної ночі на Raw, в якій ShoMiz програв титули. Після матчу Біг Шоу побив Міза, а згодом був переведений до бренду SmackDown, що розпустило команду.
У лютому Міз почала виступати на шоу NXT як наставник сюжетної лінії Денієля Браяна. Міз мав бурхливі стосунки з Браяном, якого 11 травня усунули від NXT, хоча він наступного тижня повернувся, щоб напасти на Міза. Міз повернувся, як професіонал другого сезону NXT, до наставника Алекса Райлі, єдиного професіонала, який повернувся.

#### Чемпіон WWE (2010—2011)

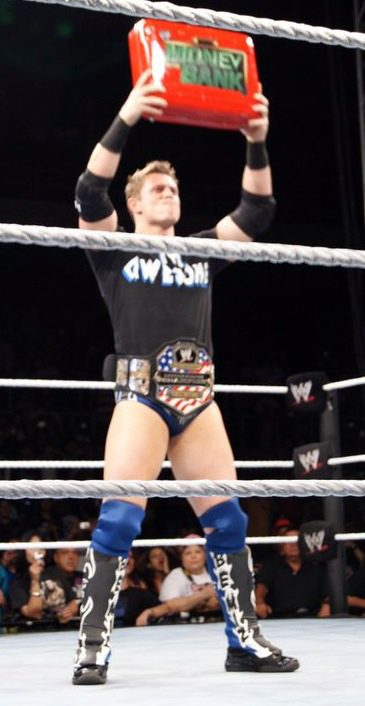
Міз як чемпіон Сполучених Штатів та власник контракту Money in the Bank у серпні 2010 року.

18 липня на «Money in the Bank» Міз виграв кейс у матчі з драбинами, вигравши контракт на матч за чемпіонство WWE, який він міг використати в будь-який час протягом наступного року. Протягом наступних декількох тижнів Міз намагався використати контракт на чемпіоні WWE Шеймусі, але інші борці постійно переривали це до того, як відбулися матчі, що означало, що він зберігав контракт для подальшого використання. Денієл Браян повернувся до WWE на SummerSlam, зайнявши місце Міза в команді WWE, спричинив напад Міза на нього в середині матчу, що призвело до елімінації Браяна з матчу. Це розпочало суперництво між ними, коли Міз програв чемпіонство США Браяну на заході ніч чемпіонів у вересні. У жовтні Міз переміг Джона Сіну (після втручання Хаскі Харріса та Майкла Макгілікаті), щоб стати капітаном Команди Raw, але команді Raw (у складі Міза, Ар-Труса, Джона Моррісона, Сантіно Марелли, Шеймуса, CM Панка та Ізекіля Джексона) не вдалося перемогти команду SmackDown.
22 листопада в епізоді Raw він реалізував свій контракт «Money in the Bank» після успішної оборони чемпіонату WWE Ренді Ортона проти Вейда Барретта, щоб стати новим чемпіоном WWE. Наступного тижня Міз зробив свій перший успішний захист титулу, перемігши Джеррі «Короля» Лоулера в матчі « Столи, драбини та стільці» після втручання Майкла Коула. Він успішно захистив титул на TLC: Столи, Драбини та стільці в грудні, перемігши Ортона у матчі зі столами після втручання Алекса Райлі. Потім Міз успішно захистив чемпіонат проти Ортона знову на «Королівській битві» (після втручання СМ Панка) та Лоулера наступного місяця в Ліквідаційній палаті в 2011 році. Ніч після Ліквідаційної палати, Міз та Джон Сіна були в парі разом з анонімним генеральним директором Raw, щоб кинути виклик The Corre (Джастіну Габріелу та Хіту Слейтеру) на командному чемпіонаті WWE. Міз і Сіна досягли успіху у виграші титулів, але втратили їх The Corre відразу після цього в реванші після того, як Міз атакував Сіну. Це зробило їх правління найкоротшим за всю історію. На наступному тижні Міз втратив Райлі, як свого учня після того, як Сіна переміг Райлі в матчі зі сталевою кліткою з умовою, що якщо Сіна виграє, Райлі звільняють з роботи. Однак Райлі було прийнято на роботу в середині березня, цього разу як «Віце-президент з корпоративних комунікацій». У головній події Реслманія XXVII 3 квітня, Міз успішно захистив титул WWE від Сіни, після втручання Рока, який потім напав на Міза. На екстремальних правилах 1 травня Міз програв чемпіонат WWE Сіні в поєдинку зі сталевою кліткою з потрійною загрозою, в якому також брав участь Джон Моррісон. Міз отримав свій реванш наступної ночі на Raw, який він спочатку виграв, щоб повернути собі чемпіонат після удару титульним поясом, однак рішення було скасовано після того, як Райлі випадково викинув титул на очах в рефері, в результаті чого Міз був дискваліфікований. Потім він не зміг повернути собі чемпіонство у Сіни знову в матчі «Я здаюсь» на Over the Limit, 22 травня, після невдалого втручання Райлі.

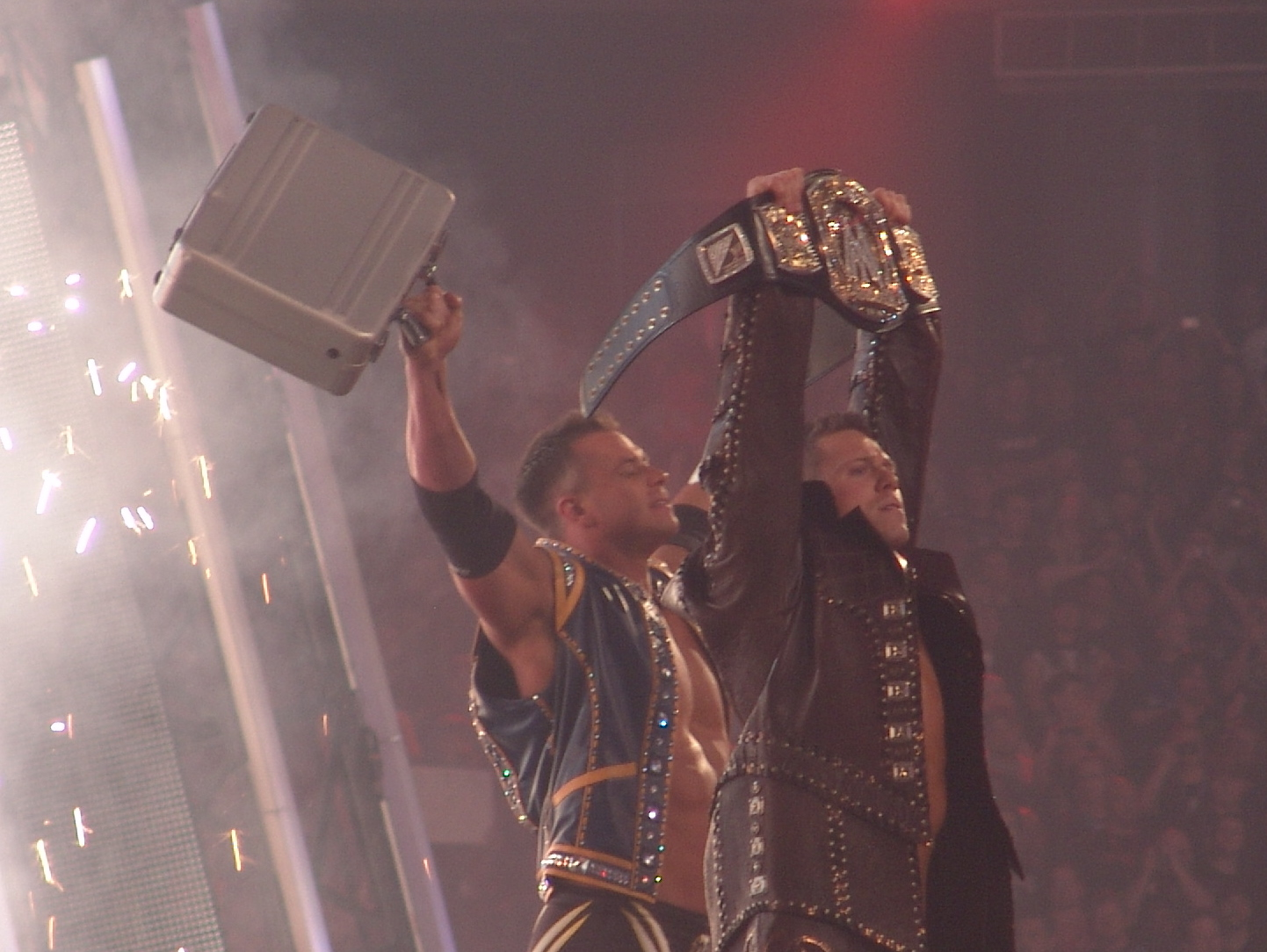
Міз (праворуч) успішно захистив чемпіонство WWE в головній події WrestleMania XXVII у квітні 2011 року.

Наступної ночі на Raw, анонімний генеральний директор Raw відмовив у запиті Міза на черговий матч за чемпіонство WWE, Міз звинуватив Райлі в тому, що він не зміг відновити чемпіонство. Потім Райлі напав на нього, перетворивши Райлі. На Capitol Punishment 19 червня Міз зіткнувся з Райлі, але програв. Міз програв у матчі «Money in the Bank», коли матч виграв Альберто Дель Ріо. Після того, як Чемпіонат WWE був визнаний вакантним Вінсом Макменом, Міз вступив в турнір коронувати нового чемпіона, перемігши Райлі та Кофі Кінгстона для просування до фіналу, де він програв Рею Містеріо. На SummerSlam у серпні Міз спільно з Ар-Трусом та Альберто Дель Ріо зіткнулися з Містеріо, Кінгстоном та Джоном Морісоном, але програли.

#### Команда з Ар-Трусом (2011—2012)

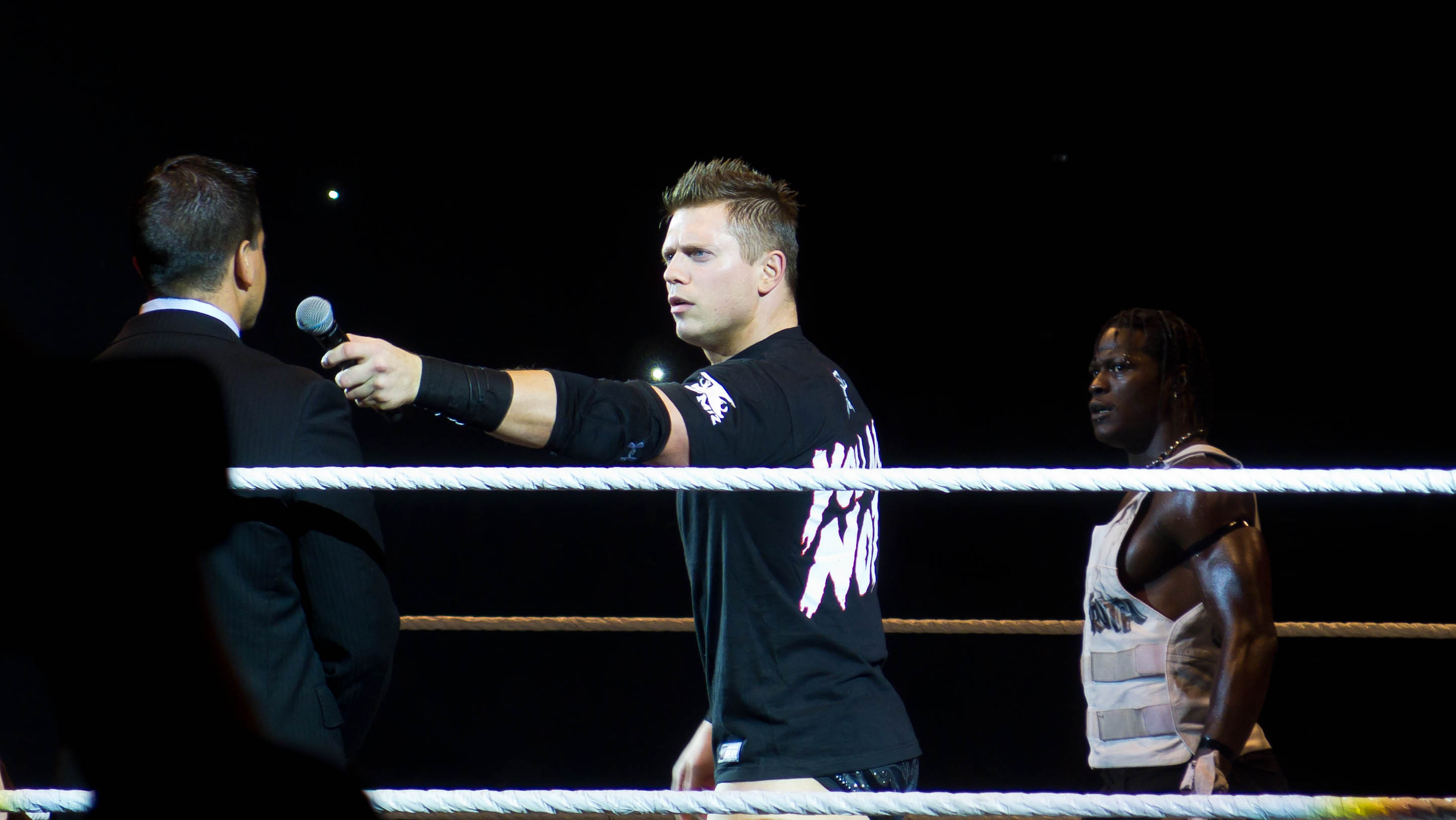
У 2011 році Міз брав участь у команді з Ар-Трусом (справа), відомою як Awesome Truth.

У епізоді Raw 22 серпня Міз та Ар-Трус напали на Сантіно Мареллу перед його матчем. Потім вони вирізали рекламну акцію, погодившись, що в WWE було змова, яка виключає їх обох з головної події, і заявили, що разом вони скористаються будь-якою можливістю. Вони почали називати себе «дивовижною правдою (англ. Awesome Truth)». У ніч чемпіонів, після того, як рефері відвернувся, Міз напав на нього, в результаті чого Дивовижна правда програла матч за чемпіонство командних змагань WWE Кофі Кінгстону та Евану Борну шляхом дискваліфікації. Шукаючи відплати, Міз і Трус пізніше атакували і Тріпл Ейча, і CM Панка під час їхнього матчу без дискваліфікації в основній події. Через їхні дії попередньої ночі, Ар-Трус та Міз були звільнені Тріпл Ейчем 19 вересня в епізоді Raw. На завершення матчу головної події на Hell in a Cell, Ар-Трус та Міз перестрибнули через барикаду в чорних кофтах з капюшоном і ввійшли в клітку, коли вона піднімалася. Потім вони застосували зброю для нападу на Альберто Дель Ріо, СМ Панка, Джона Сіну, рефері та операторів, коли клітка знову опустилася. Після цього весь ростер WWE на чолі з Тріпл Ейчем вийшов, щоб знайти прохід в клітку, офіцери відділу поліції Нового Орлеана змогли відкрити двері та заарештувати їх. Пізніше вони опублікували відео на YouTube, вибачаючись перед фанатами за свої дії. Міз і Ар-Трус були відновлені Джоном Лаурінайтісом 10 жовтня в епізоді Raw. На Vengeance Міз і Ар-Трус перемогли СМ Панка і Тріпл Ейча в командному поєдинку, після втручання давнього друга Тріпл Ейча Кевіна Неша. Пізніше тієї ночі вони напали на Джона Сіну під час його матчу за чемпіонство WWE з Альберто Дель Ріо. У листопаді на Survivor SeriesThe Awesome Truth були розгромлені Джоном Сіном та Роком. 21 листопада епізод на епізоді Raw, Сіна наштовхнув на сварку Ар-Труса та Міза, в результаті чого Міз виконав Skull Crushing Finale, на Ар-Трусі. Це було приводом для пояснення відсутності Ар-Труса під час його відсторонення внаслідок його порушення оздоровчої політики.

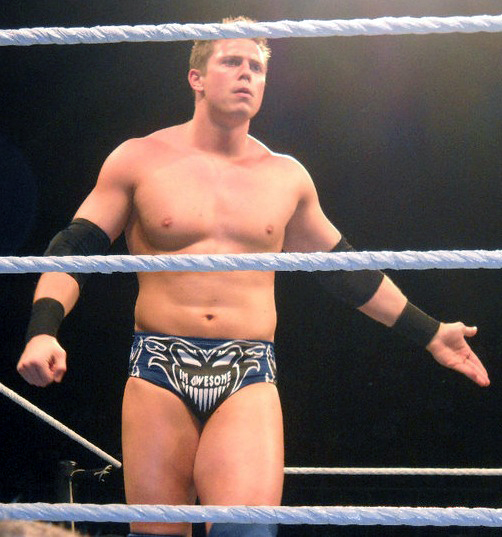
Міз у прямому ефірі WWE в 2011 році.

28 листопада в епізоді Raw Міз переміг Джона Моррісона в матчі Falls Count Anywhere після «Skull Crushing Finale» на сцені. 5 грудня, епізод Raw, Міз кваліфікувався на матч потрійна загроза «Столи, сходи та стільці» проти Альберто Дель Ріо та CM Панка на TLC: Столи, Сходи та стільці за чемпіонство WWE після перемоги над Ренді Ортоном через відрахунок. Міз буде першим учасником у матчі Royal Rumble 2012 року, зробивши дві елімінації та пробувши в матчі понад 45 хвилин, перш ніж його ліквідував Біг Шоу. У ліквідаційній палаті у лютому 2012 року Міз змагався за чемпіонство WWE у титульному матчі, який виграв СМ Панк. Пізніше приєднавшись до карду майбутньої події Реслманія XXVIII, він приєднався до команди Джона Лаурінайтіса у командному матчі з 12-ма, врятувавши Лауринайтіса від Сантіно Марелли. Міз здобув перемогу для команди Джонні, після того, як за допомогою Ів Торрес зафіксував Зака Райдера, закінчивши свою програшну програму на двадцяти матчах, починаючи з 2011 року.

#### Інтерконтенентальний чемпіон (2012—2013)
Після двомісячної відсутності Міз повернувся на Money in the Bank як учасник в матчі за контракт на матч за чемпіонство WWE, виграному Джоном Сіною. На Raw 1000 Міз переміг Крістіана, щоб виграти своє перше інтерконтинентальне чемпіонство, ставши 25-м чемпіоном потрійної корони та чемпіоном Великого шолому. Міз успішно захистив своє чемпіонство проти Рея Містеріо на SummerSlam в серпні і у фатальному чотиристоронньому матчі проти Коді Роудса, Містеріо та Сін Кари в ніч чемпіонів у вересні, перед тим, як програти чемпіонство Кофі Кінгстону в прем'єрному епізоді Головної події, що закінчився його 85 денним правлінням. Мізу не вдалося повернути титул у Кінгстона у двох матчах — Hell in a Cell та 6 листопада в «Епізоді SmackDown».
Після втрати Кофі Кінгстона, Міз перетворився на фан-фаворита вперше з 2006 року, коли він приєднався до команди Міка Фолі на Survivor Series після протистояння Полу Хейману 12 листопада в епізоді Raw. На заході 18 листопада він ліквідував Вейда Барретта, перш ніж його ліквідував Альберто Дель Ріо, його команда також зазнала програшу. У наступні місяці його черга не сприйняла критики, яка прокоментувала, що Міз як фаворит фанатів надто схожий на його лиходійного персонажа, оскільки він «все ще зухвалий, зарозумілий та егоїстичний», а спрямований на виклик усталених каблуків" (лиходії). Потім Міз розпочав суперечку з чемпіоном США Антоніо Сезаро після того, як Сезаро образив Америку. Під час цієї ворожнечі figure-four leglock стала його новим фінішером. Міз виступив з викликом за чемпіонство Сезаро на пре-шоу Royal Rumble, в Ліквідаційній палаті та 3 березня 2013 року в епізоді SmackDown, але кожна спроба була невдалою.
Далі Міз шукав інтерконтинентального чемпіонства проте Вейда Барретта. Він програв матч потрійна загроза проти Барретта та Кріса Джеріко 18 березня епізоду Raw, але переміг Барретта в матчі без титулу, щоб заробити ще один матч за титул. Він захопив титул, перемігши Барретта на пре-шоу Реслманії 29. Він втратив титул Баретту наступної ночі на Raw. Мізу не вдалося відновити титул на Payback та Money in the Bank.

#### Голлівудський A-Lister (2013—2016)

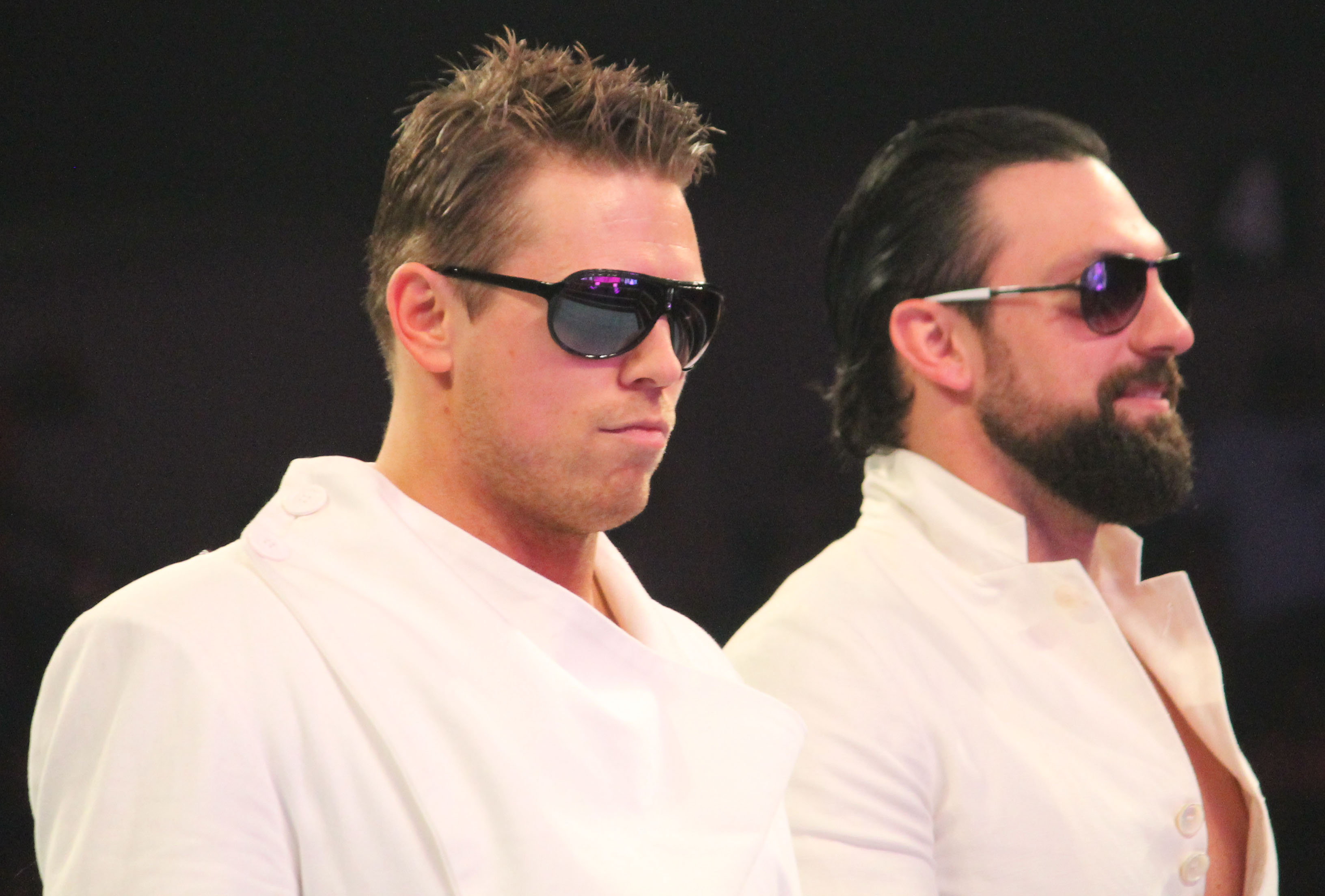
У червні 2014 року Міз прийняв вид кінозірки, залучивши Деміена Сендов, як свого «трюкового двійника» (відомого як Деміен Міздов)

18 серпня він був ведучим шоу SummerSlam, під час якого він зіткнувся з Фанданго, розпочавши з ним ворожнечу. Міз переміг Фанданго і в епізоді RAW 2 вересня, і 15 вересня на Ночі Чемпіонів. Наступної ночі на RAW, на Міза напав Ренді Ортон перед його батьками, в результаті чого в нього була сюжетна травма. Коли Міз повернувся в жовтні, він швидко програв Ортону. Міз розпочав ворожнечу з Кофі Кінгстоном, перемігши його на пре шоу Survivor Series але програв матч без дискваліфікації на TLC: Столи, драбини та стільці, закінчивши ворожнечу. Він брав участь у Королівській Меморіальній битві Андре-гіганта на Реслманії XXX, але був усунений Сантіно Мареллою.
Після двомісячної перерви через зйомки «Морський піхотинець 4: Рухома мета» Міз повернувся як лиходій вперше після 2012 року, 30 червня в епізоді RAW і негайно почав ображати натовп взявши на себе трюк кінозірки перед тим, як його перервав Кріс Джеріко, який переміг Міза у своєму матчі повернення. На Battleground 20 липня Міз виграв королівську битву, останнім усунувши Дольфа Зіглера, втретє вигравши інтерконтинентальний титул. На SummerSlam 17 серпня Зіглер переміг Міза, повернувши собі титул. Пізніше цього місяця, Деміен Сендов почав виступати з Мізом як його двійник (імітуючи всі ходи та маньєризми Міза), а згодом був виставлений як Деміен Міздов. На Ночі Чемпіонів 21 вересня, Міз переміг Зіглера, повернувши собі титул інтерконтинентального чемпіона, тільки втратив його Зіглеру в матчі-реванші на наступну ніч. Після поразки Шеймуса кілька разів за допомогою Міздоу, 26 жовтня Міз кинув виклик йому на Чемпіонство США на Hell in a Cell, але він не вдався.
На серії Survivor Series 23 листопада Міз і Міздов виграли командні чемпіонства WWE, вигравши фатальний чотиристоронній матч проти чемпіонів Голд та Стардаста, Братів Усо та Лос Матадорес. На TLC: Столи, драбини та Стільці 14 грудня Міз і Міздов програли дискваліфікацію проти Братів Усо після того, як Міз вдарив Джиммі Усо нагородою Слеммі. 29 грудня на епізоді Raw, Міз та Міздов втратили титули Братам Усо. Міз і Міздов програли реванш на Королівській Битві 25 січня 2015 року. Міз став першим учасником матчу «Королівський Битва» пізніше тієї ж ночі, але його усунув Бубба Рей Дадлі. Після того, як Міздов почав привертати більше уваги аудиторії, Міз підвищив Міздоу до свого особистого помічника. Потім Міз і Міздов змагалися в Королівській Меморіальній битві Андре-гіганта на Реслманії 31 в березні, в якому Мізу не вдалося виграти після усунення Міздов, що тим самим розірвало їх партнерство. 20 квітня в епізоді Raw, Міз переміг Міздов у матчі, де переможець буде Мізом, за допомогою Саммер Рей.
На SummerSlam у серпні Міз змагався за інтерконтинентальне чемпіонство у поєдинку потрійна загроза, в якому також брали участь Біг Шоу та Райбек, але не зміг перемогти. На Survivor Series 22 листопада Міз змагався в традиційному матчі на вибивання п'ять-на-п'ять, але його команда програла. На Королівській Битві січні 2016 року Міз змагався в матчі, вийшовши під номером 25 і пробув майже 9 хвилин, перш ніж був ліквідований Романом Рейнсом.

#### Альянс з Маріс (2016—2017)

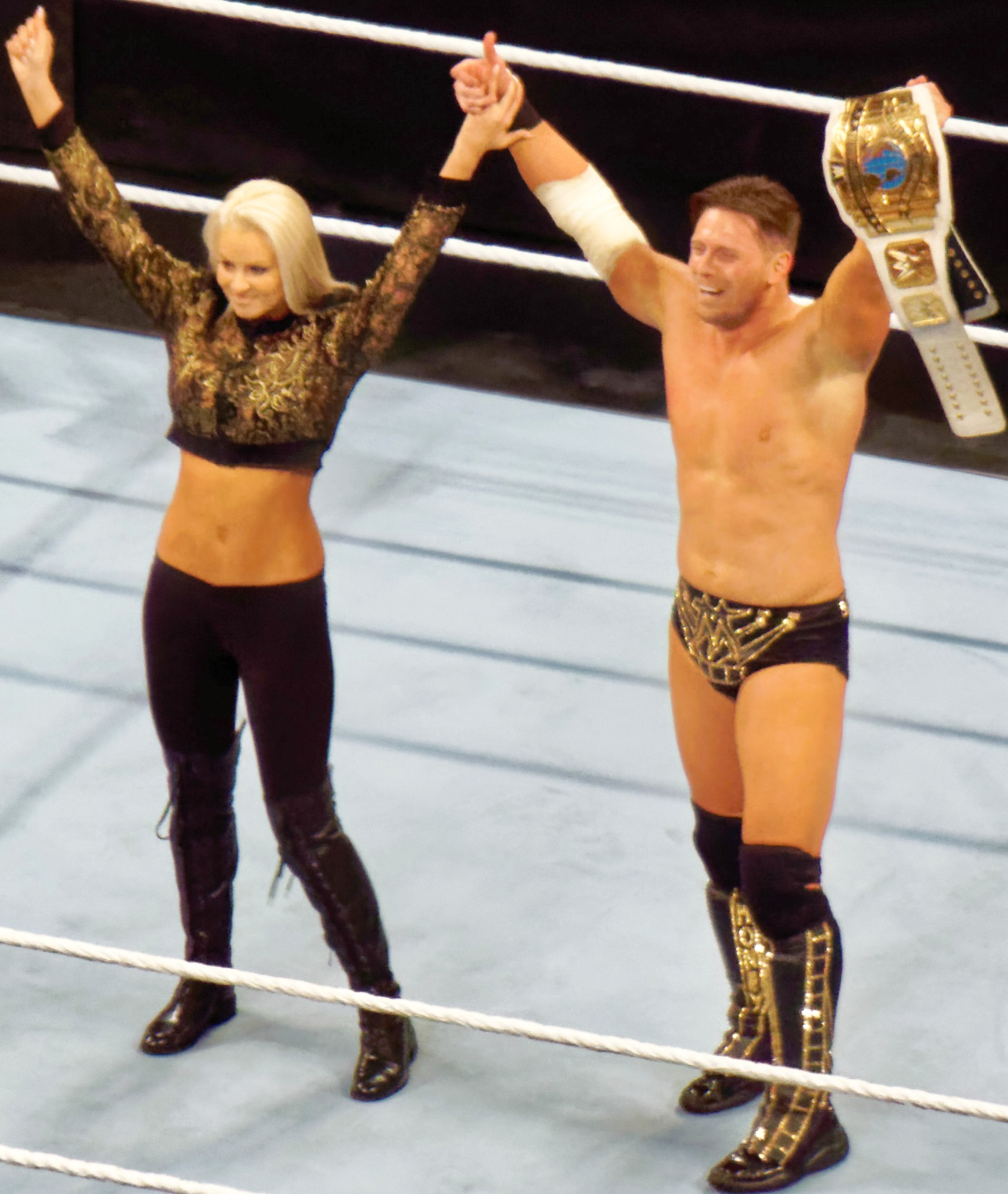
Міз святкує разом з менеджером Маріс після виграшу п'ятого інтерконтинентального чемпіонства у квітні 2016 року.

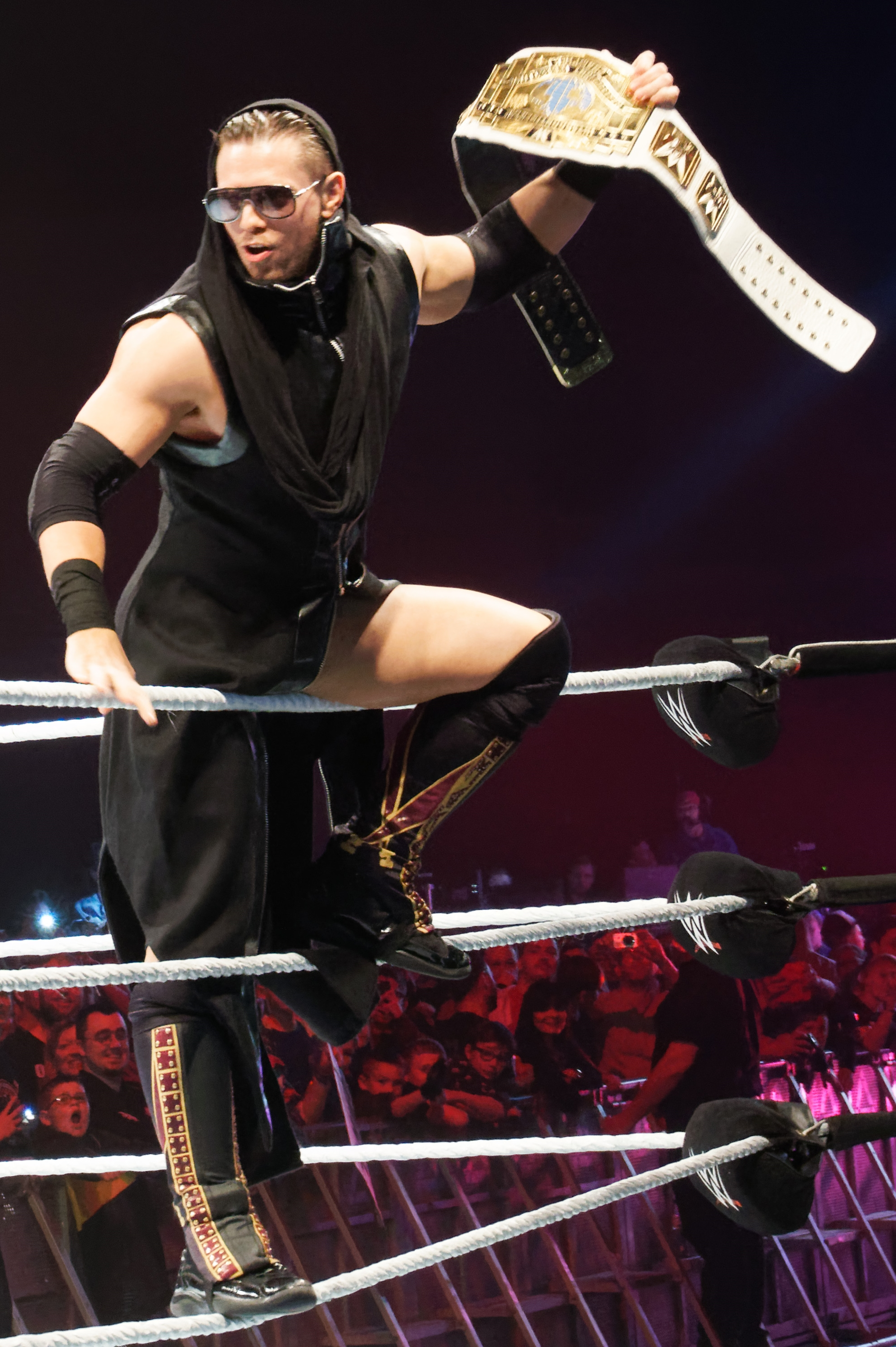
Міз — інтерконтинентальний чемпіон у квітні 2016 року

3 квітня Міз боровся у матчі з драбинами із семи чоловік за інтерконтинентальне чемпіонство на Реслманії 32, який виграв Зак Райдер. У епізоді Raw після Реслманії 32, Міз виграв інтерконтинентальний титул в п'ятий раз, після того, як його дружина Маріс повернулася до WWE і відволікла Райдера, вдаривши його батька, тим самим ставши менеджером Міза. Через наступні тижні Міз та Маріс почали скорочувати різні рекламні акції під час сегментів Miz TV, називаючи себе парою «це». На Payback 1 травня, Міз переміг Сезаро щоб зберегти свій титулю. На Extreme Rules 22 травня, Міз успішно зберіг першість проти Сезаро, Семі Зейна і Кевіна Оуенса в високо оціненому матчі. Наступної ночі на Raw, Міз не зміг претендувати на Money in the Bank 2016, коли він був переможений Сезаро, було встановлено черговий матч за чемпіонство на SmackDown, який виграв Міз. Після цього він з Маріс почав знімати «Морський піхотинець 5: Поле битви», вийшовши з активності WWE. Обидва повернулися 27 червня в епізоді Raw, де він програв Кейну у матчі по каунтауту. На Battleground 24 липня, матч за інтерконтинентальне чемпіонство між Мізом і Даррен Янгом закінчився подвійною дискваліфікацією після того, як Міз штовхнув Боба Беклунда (наставника Даррена Янга) і Янг напав на нього. 19 липня на проекті WWE 2016 року, Міз разом з Маріс був переведений до SmackDown, а інтерконтинентальний титул став ексклюзивним для цього бренду. На SummerSlam 21 серпня Міз успішно захистив чемпіонство проти Аполло Крюса.
У епізоді «Talking Smack» 23 серпня Міз відзначилася тирадою проти генерального директора SmackDown Денієла Браяна за те, що він називав його боягузом, а Міз називав Брайана трусом за те, що він не повернувся на ринг, коли пообіцяв фанатам. На Backlash 11 вересня, Міз успішно захистив титул проти Дольфа Зіглера після того, як Маріс розпилила невідому речовину в Зіглера поки рефері відволікся. Згодом Міз продовжував звинувачувати Браяна і пообіцяв не захищати свій інтерконтинентальний титул ні на одному шоу, поки йому не буде надано контракт «переговорів». На No Mercy 9 жовтня Міз програв інтерконтинентальне чемпіонство Зіглеру в матчі за титул проти кар'єри після того, як Маріс і Духовний загін (Кенні і Майкі) були викинуті з рингу, завершивши правління Міза за 188 днів. У 900-му епізоді SmackDown 15 листопада Маріс допомогла Мізу в шостий раз виграти чемпіонство. 20 листопада на Survivor Series Міз успішно захистив титул від Семі Зайна в режимі після того, як Маріс передчасно подзвонила у дзвін, викликаючи відволікання. Міз знову зіткнулася із Зіглером у матчі з драбинами на TLC: Столи, драбини та стільці 4 грудня, де переміг Міз, припинивши свою ворожнечу.
6 грудня, на епізоді SmackDown, Міз успішно захистив титул від Діна Емброуза після втручання Маріс та відволікання від Джеймса Еллсворта. Через два тижні на SmackDown Міз успішно захистив чемпіонство проти Аполло Крюса. 3 січня 2017 року в епізоді SmackDown Міз програв інтерконтинентальний титул Емброузу, незважаючи на втручання Маріс. 29 січня Міз вступив у матч Royal Rumble 2017 під номером 15 і тримався 32 хвилини, поки його не усунув Андертейкер.
31 січня в епізоді SmackDown, Miz був викритий як один з учасників матчу Elimination Chamber за чемпіонство WWE, який відбувся 12 лютого, де Міз програв після того, як Джон Сіна усунув його. 21 лютого в епізоді SmackDown, Міз брав участь у королівській битві на десять чоловік, щоб визначити претендента на чемпіонство WWE Брей Ваятта, але був усунена Сіною. 28 лютого в епізоді SmackDown Міз та Маріс створили спеціальне видання Miz TV, щоб критикувати повноваження Сіни в закулісному середовищі, перш ніж Маріс вдарила Сіну і Ніккі Беллу. 14 березня в епізоді SmackDown, після розправи між Мізом та Маріс проти Сіни і Ніккі, генеральний директор SmackDown Данієль Браян запланував змішаний командний матч на Реслманії 33, який Міз та Маріс програли.
10 квітня Міз був переведений до Raw разом із Маріс в рамках Superstar Shake Up, де дебютували в ту ж ніч, одягнені як Сіна і Ніккі, перед тим як зіткнутися з інтерконтинентальним чемпіоном Діном Емброузом, якого також призвали до Raw. На Extreme Rules у червні Міз переміг Емброуза, ставши в сьомий раз інтерконтинентальним чемпіоном.

#### Лідер the Miztourage (2017—2018)

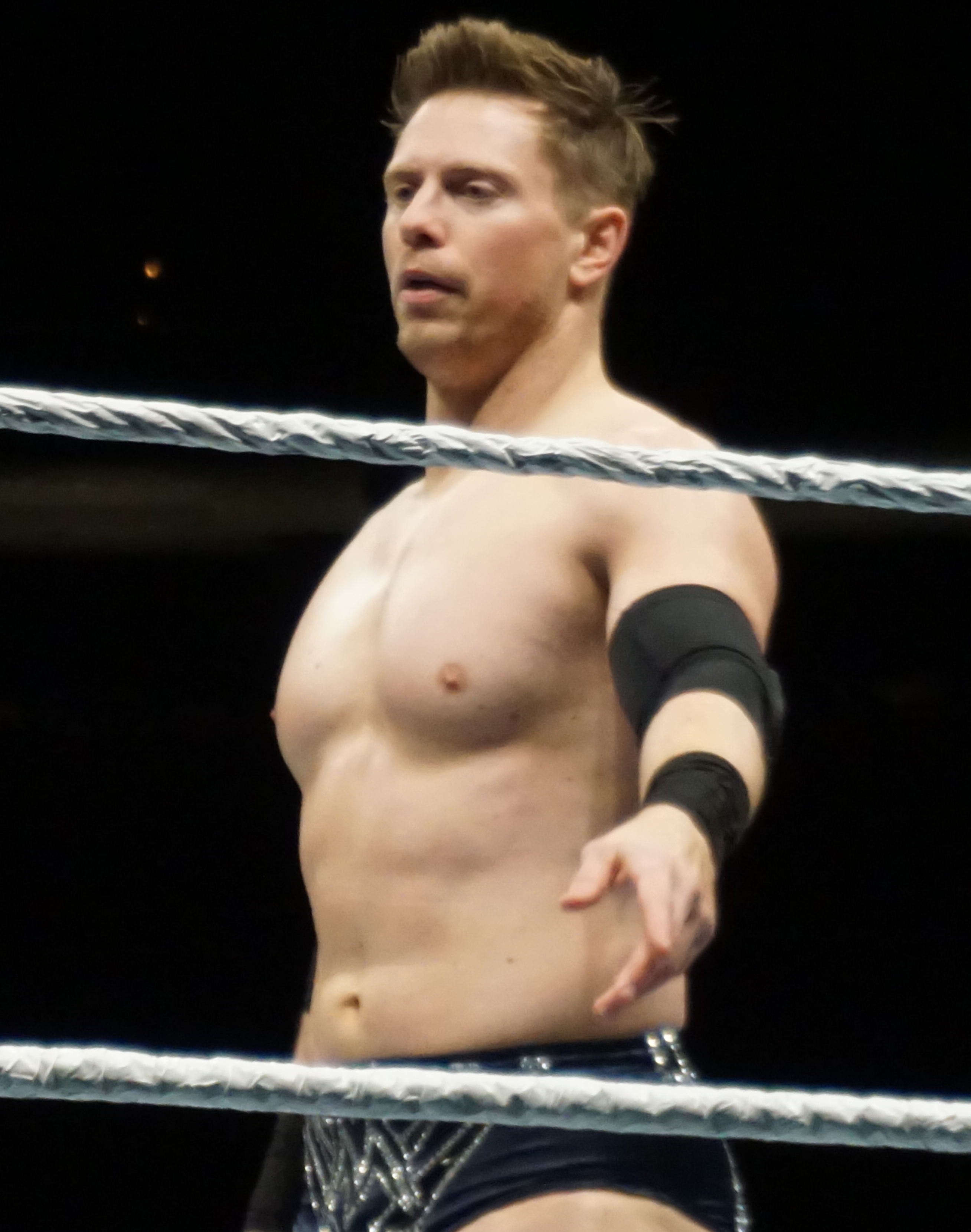
Міз у березні 2018 року

5 червня в епізоді Raw, під час сегменту святкування на ринзі, спонсорованого Маріс, Міз напав і знищив подарунок Маріс, дідівський годинник, який Міз вважав Емброузом. 19 червня в епізоді Raw, Маріс була спеціальним гостем Miz TV, де Міз вибачився за попередні події, але використав її як щит, щоб захистити себе від Емброуза, змусивши Маріс налити шампанське собі, а потім знищивти дідівський годинник, який він відновив, що призвело до того, що Маріс знову відвернулася від нього. Після цього Бо Даллас та Кертіс Аксель, до яких Міз підійшов раніше ввечері, пропонуючи зробити їх «зірками», якщо вони стануть його «оточенням», сказавши, щоб вони ховались у костюмах ведмедів під час шоу, приєднавшись до Мізом напавли на Діна Емброуза. 26 червня епізоді Raw, Міз та Мізторайз боролися проти Емброуза, Хіта Слейтера та Ріно. 3 липня на Raw, після суперечки між ними, генеральний менеджер Raw Курт Енгл призначив два титульні матчі: Міз успішно захистив своє чемпіонство проти Слейтера тієї ночі та проти Діна Емброуза на Great Balls of Fire 9 липня через втручання з боку Мізторайз. На пре шоу SummerSlam 20 серпня Міз та Мізторайз перемогли Джейсона Джордана та Харді Бойза (Джеффа Харді та Метта Харді).
18 вересня в епізоді Raw Джейсон Джордан став претендентом номер один на чемпіонство Міза. На No Mercy 25 вересня, Міз успішно зберіг першість проти Джордана. 2 жовтня в епізоді Raw Міз зберіг інтерконтинентальний титул після того, як Роман Рейнс був дискваліфікований після втручання Сезаро та Шеймуса. Міз об'єднався з Сезаро, Шеймусом, Кейном та Брауном Строуманом проти возз'єднаного Щита та Курта Енгла (який замінив Рейнса після того, як він не був медично затверджений для змагання) в матчі «Столи, драбини і Стільці» 5 на 3, що проходив на TLC: Столи, Драбини і Стільці 22 жовтня. У листопаді Міз зіткнувся з чемпіоном Сполучених Штатів Бароном Корбіном на Survivor Series в матчі який він програв. Наступної ночі на Raw, Міз програв Роману Рейнсу в матчі за інтерконтинентальне чемпіонство, закінчивши його титульне правління тривалістю 169 днів. Тоді Міз взяв час для зйомок фільму «Морський піхотинець 6: Близькі квартали».
Міз повернувся 8 січня 2018 року в епізоді Raw, щоб провести Miz TV. На 25-ту річницю Raw він переміг Романа Рейнса, вигравши своє восьме інтерконтинентальне чемпіонство. Тоді Міз брав участь у щорічному матчі Королівська Битва 28 січня, але він не зміг виграти матч після того, як був ліквідований об'єднаними зусиллями Ролінса і Рейнса. Наступної ночі на Raw, Міз переміг Рейнса в матчі-реванші, зберігши титул. 5 лютого в епізоді Raw, Міз переміг Аполло Крюса, ставши претендентом на Elimination Chamber матч, щоб визначити претендента номер один на мотч проти Брока Леснара за Всесвітнє чемпіонство, де він був першим вибитим борцем після тривалості понад 20 хвилин. Паралельно зі своєю діяльністю борець-одиночка Міз взяв участь у турнірі «Mixed Match Challenge», а Аска була його партнеркою у підтримці благодійного фонду «рятувальні собаки». 23 січня 2018 року вони перемогли команду Біг І та Кармелли, а 27 лютого Фінна Балора та Сашу Бенкс. У півфіналі 20 березня вони перемогли команду Брауна Строумана та Алекси Блісс, щоб пройти у фінал. 4 квітня вони премогли Бобі Руда і Шарлотт Флер у фіналі, вигравши турнір і заробивши 100 000 доларів на свою благодійність. На Реслманії 34 8 квітня, Міз втратив інтерконтинентальний титул Сету Ролінсу в матчі потрійна загроза також з участю Фінна Балора, це його перша поразка по утриманню на Рестлманії.

## Професійний стиль боротьби та особистість

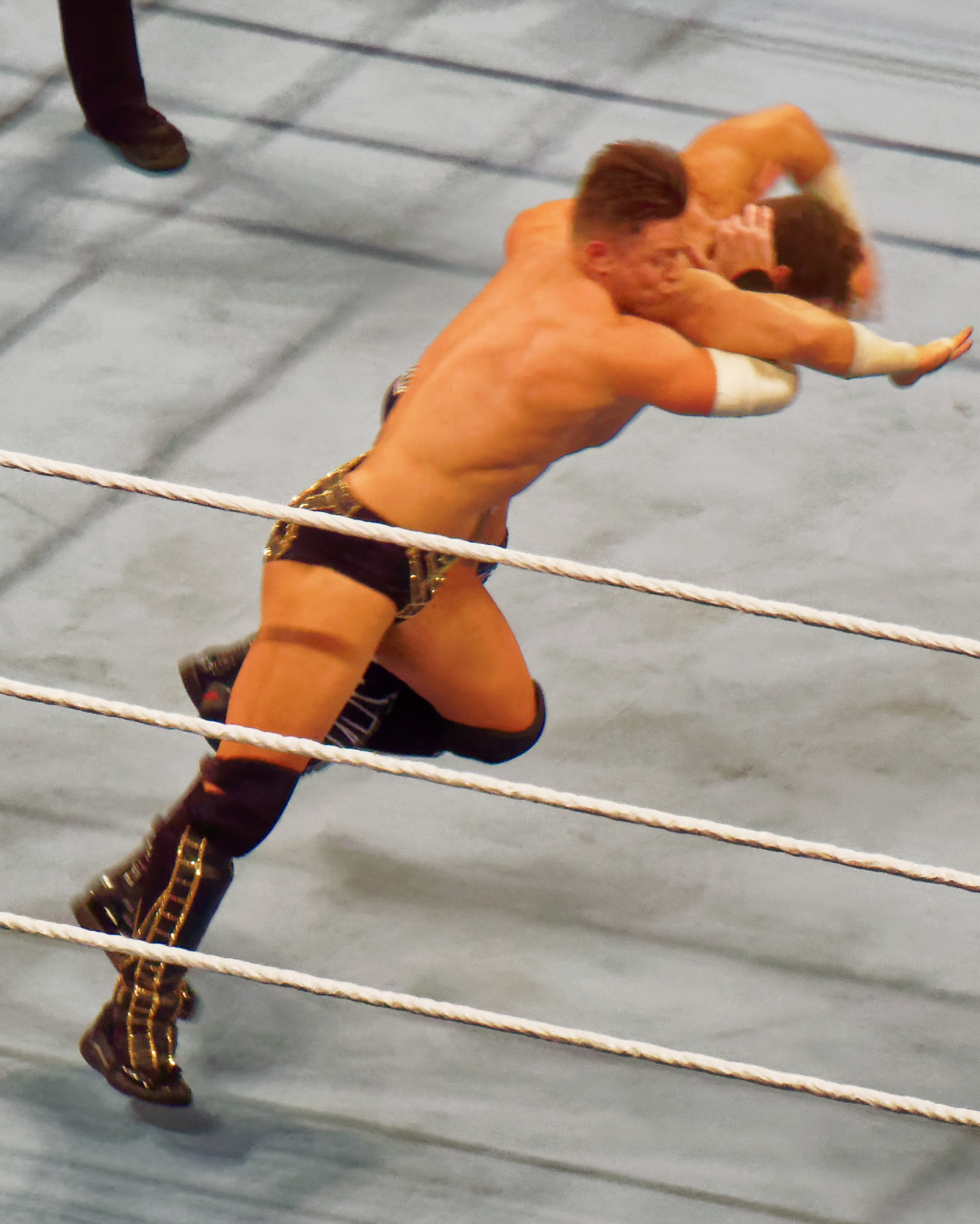
Міз проводить Skull Crushing Finale на Заку Райдері. Квітень 2016 року

Фінішер Міза, згідно з реаліті-телебаченням та голлівудськими прив'язками до свого персонажа, є Full nelson facebuster, що отримав назву Skull Crushing Finale. Він також раніше використовував Knee lift, який отримав назву Reality Check, перед тим, як відмовитися від нього та прийняти свій теперішній фінішер в середині 2009 року.
Зв'язавшись з Ріком Флером, Міз періодично виконував прийом Флера, Figure-four leglock. Оскільки його сюжетна лінія перетиналась з Данієлем Брайаном, Міз включив кілька прийомів Брайана, як Так! Удар, який він прозвав It It Kicks.

## Інші медіа
У 2008 році Міз здійснив свою першу появу у відеоіграх, WWE SmackDown vs. Raw 2009 і з'являється у всіх відеоіграх WWE з тих пір, як його остання поява була WWE 2K20. У 2012 році Міз також з'явився в проекті WWE Studios і Kare Prod Les reines du ring (Queens of the Ring), поряд з Ів Торрес та СМ Панком, а також на MDA Show of Streight з Маріс та іншими знаменитостями. У березні 2013 року він відвідував нагороди Kids Choice Award з Маріс та Скалою.
Мізанін зіграв невелику роль у фільмі Брудна кампанія за чесні вибори в 2012 році У 2013 році Міз знявся в фільмі WWE Studios Морський піхотинець: Тил, замінивши рестлера Ренді Ортона, який був виключений з ролі через його погану поведінку розряду від морської піхоти.
Мізанін знявся в ABC Family телефільму Різдвяний щедрот, прем'єра якого відбулася в грудні 2013 року. У 2015 році він знявся в фільмі WWE Studios Маленький Помічник Санти.
У 2016 році Мізанін знявся у Надприродне як борець на ім'я Шон Харлі в організації, на яку спрямований демон.
У 2018 році Мізанін та його дружина Маріс знялися у реаліті-телевізійному серіалі під назвою Miz & Mrs.

## Особисте життя

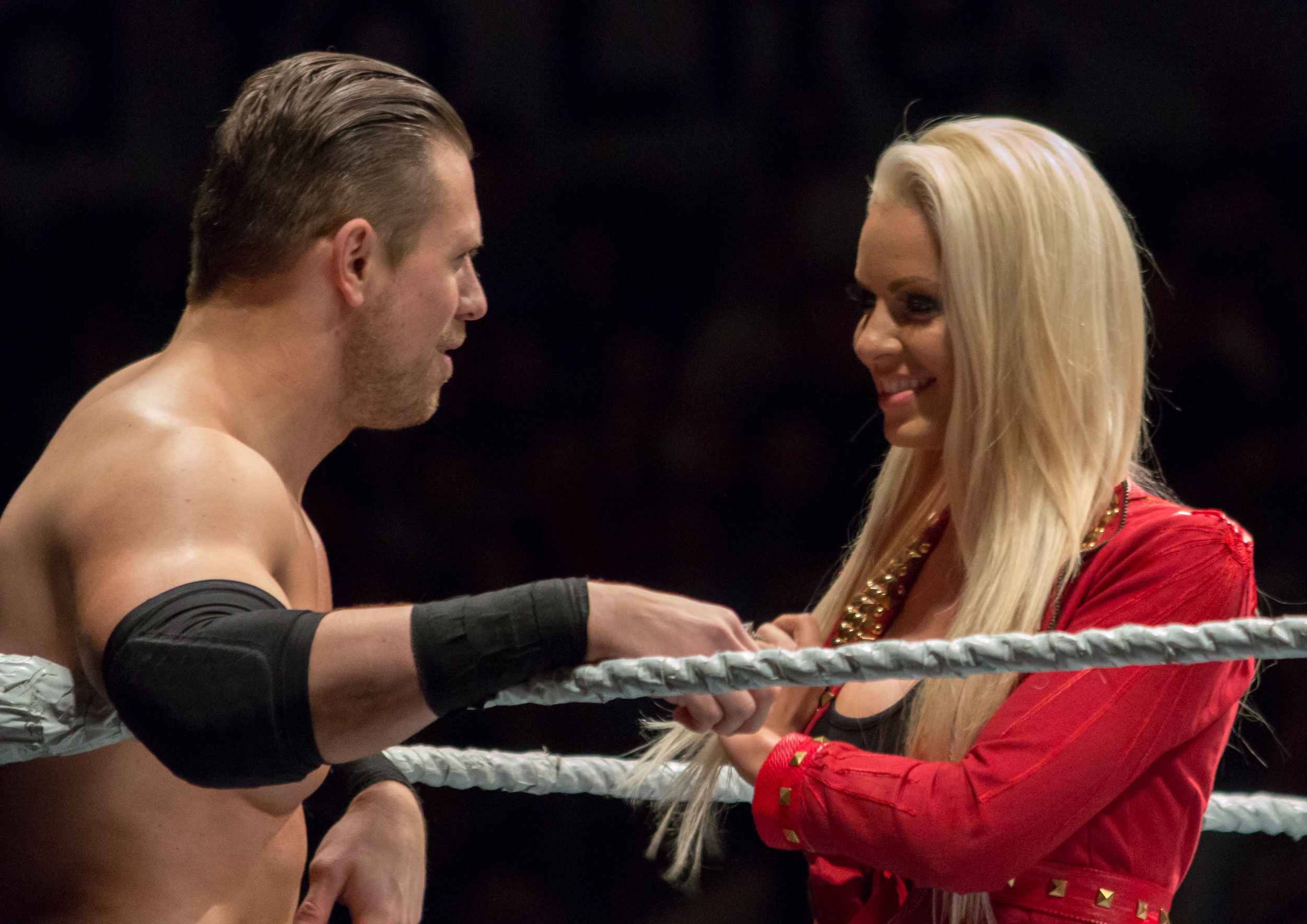
Мізанін та його дружина Меріс Уелле у липні 2016 року

Мізанін одружився з, дівою WWE, якою зустрічався 7 років до цього, Маріс Уелле, на Багамах 20 лютого 2014 року. Їх перша дочка, Монро Скай Мізанін, народилася 27 березня 2018 року. Незабаром після цього сім'я переїхала до Остіна, Техас. Під час Elimination Chamber 17 лютого 2019 року пара оголосила, що очікує свою другу дитину, яка народиться у вересні. У серпні 2019 року родина назавжди переїхала до Таузанд-Оакс, Каліфорнія. Їх друга дочка, Медісон Джейд Мізанін, народилася 20 вересня 2019 року.

## Фільмографія
| Рік  | Назва                                       | Роль         | Примітки |
| ---- | ------------------------------------------- | ------------ | -------- |
| 2012 | Брудна кампанія за чесні вибори             | Сам          |          |
| 2013 | Морський піхотинець 3: Тил                  | Джейк Картер |          |
| 2013 | Королеви Рингу                              | Сам          |          |
| 2013 | Різдвяний щедрот                            | Майк         |          |
| 2014 | Скубі Ду! мистецтво боротьби                | Сам          |          |
| 2015 | Морський піхотинець 4: Рухома мета          | Джейк Картер |          |
| 2015 | Маленький помічник Санти                    | Дакс         |          |
| 2016 | Скубі Ду! і WWE: Прокляття демона швидкості | Сам          |          |
| 2017 | Морський піхотинець 5: Поле битви           | Джейк Картер |          |
| 2018 | Морський піхотинець 6: Близькі квартали     | Джейк Картер |          |
| 2019 | Боротьба з моєю сім'єю                      | Сам          |          |

| Рік          | Назва                                                            | Роль      | Примітки |
| ------------ | ---------------------------------------------------------------- | --------- | -------- |
| 2001         | Справжній світ: Повернення до Нью-Йорка                          | Сам       |          |
| 2002         | Виклик реального світу / правил дорожнього руху: Битва пори року | Сам       |          |
| 2003–2004    | Виклик реального світу / правил дорожнього руху: рукавиця        | Сам       |          |
| 2004         | WWE Tough Enough                                                 | Сам       |          |
| 2004         | Виклик реального світу / правил дорожнього руху: пекельний       | Сам       |          |
| 2004–2005    | Виклик реального світу / правил дорожнього руху: Битва статей 2  | Сам       |          |
| 2005         | Виклик реального світу / правил дорожнього руху: Інферно II      | Сам       |          |
| 2005         | Битва зірок мережі                                               | Сам       |          |
| 2006         | Фактор страху                                                    | Сам       |          |
| 2007         | Ідентичність (ігрове шоу)                                        | Сам       |          |
| 2008         | Мисливці за привидами (телесеріал)                               | Сам       |          |
| 2009         | Ви розумніші ніж п'ятий клас? (Американське ігрове шоу)          | Сам       |          |
| 2009         | Вечеря: Неможливо                                                | Сам       |          |
| 2010         | Знищити побудову знищити                                         | Сам       |          |
| 2011         | H8R                                                              | Сам       |          |
| 2011         | WWE Tough Enough                                                 | Сам       |          |
| 2012         | Виклик: Битва статі                                              | Сам       |          |
| 2012         | Психіка                                                          | Маріо     |          |
| 2012         | Пара королів                                                     | Дамон     |          |
| 2014         | Змирися з цим                                                    | Сам       |          |
| 2014         | О, моя англійська!                                               | Сам       |          |
| 2014         | Сімейні ігрові ночі                                              | Сам       |          |
| 2015         | WWE Tough Enough                                                 | Сам       |          |
| 2015         | Сирени                                                           | Ланс      |          |
| 2016         | Надприродне                                                      | Шон Харлі |          |
| 2016         | Celebs React                                                     | Сам       |          |
| 2016         | Пекельна кухня                                                   | Сам       |          |
| 2016–18      | Total Divas                                                      | Сам       |          |
| 2017         | Виклик: Вторгнення чемпіонів                                     | Сам       |          |
| 2017         | The Challenge XXX: Dirty 30                                      | Сам       |          |
| 2017–        | Жадібні екстремали                                               | Сам       |          |
| 2018         | Виклик: Вендеттас                                                | Сам       |          |
| 2018         | Total Bellas                                                     | Сам       |          |
| 2018-present | Міз і місіс                                                      | Сам       |          |